# Monopelopia mikeschwartzi
Monopelopia mikeschwartzi är en tvåvingeart som beskrevs av Epler 1999. Monopelopia mikeschwartzi ingår i släktet Monopelopia och familjen fjädermyggor.
Artens utbredningsområde är Jamaica. Inga underarter finns listade i Catalogue of Life.